# Карлсберг (Палатинат)
Карлсберг (њем. Carlsberg) општина је у њемачкој савезној држави Рајна-Палатинат. Једно је од 48 општинских средишта округа Бад Диркхајм. Према процјени из 2010. у општини је живјело 3.556 становника. Посједује регионалну шифру (AGS) 7332007.

## Географски и демографски подаци
Карлсберг се налази у савезној држави Рајна-Палатинат у округу Бад Диркхајм. Општина се налази на надморској висини од 285 метара. Површина општине износи 7,0 km². У самом мјесту је, према процјени из 2010. године, живјело 3.556 становника. Просјечна густина становништва износи 506 становника/km².